# ۱۳ خرداد
۱۳ خرداد هفتاد و پنجمین روز از سال در گاه‌شماری خورشیدی است. به پایان سال ۲۹۰ روز (۲۹۱ روز در سال کبیسه) مانده‌است.

## رویدادها
- ۱۳۵۷ - رقابت ۱۳ خرداد ۱۳۵۷ تیم ملی فوتبال ایران با تیم ملی فوتبال هلند در جام جهانی فوتبال  ۱۹۷۸
- ۱۳۷۹ - رقابت تیم ملی فوتبال ایران با تیم ملی فوتبال سوریه در مسابقات فوتبال غرب آسیا ۲۰۰۰
- ۱۳۸۷ - رقابت تیم ملی فوتبال ایران با تیم ملی فوتبال امارات در مرحله مقدماتی جام جهانی فوتبال ۲۰۱۰ (آسیا)
- ۱۳۸۸ - مناظره تلویزیونی میان محمود احمدی‌نژاد و میرحسین موسوی
- ۱۳۹۶ - انفجار مرکز خرید نصر شیراز
- ۱۴۰۰ - رقابت ۱۳ خرداد ۱۴۰۰ تیم ملی فوتبال ایران با تیم ملی فوتبال هنگ کنگ در مرحله مقدماتی جام جهانی فوتبال ۲۰۲۲ (آسیا) و مرحله مقدماتی جام ملت‌های آسیا ۲۰۲۳
- ۱۴۰۲ - آغاز اجرا شدن طرح شبکه ملی اعتبار

## مناسبت‌ها
- روز جهانی دوچرخه سواری

## زادروزها
- ۱۳۱۵ - اسماعیل شنگله، بازیگر
- ۱۳۳۶ - علی لاریجانی، سیاستمدار
- ۱۳۵۱ - اشک دالن، ایران‌شناس
- ۱۳۵۵ - فرهاد مجیدی، بازیکن فوتبال
- ۱۳۵۵ - مهراب نصیری، سیاستمدار

## درگذشت‌ها
- ۹۹۲ - الله‌وردی خان، سپهسالار و حاکم استان فارس در دوران دودمان صفوی